# Campeão do Mundo (filme de 2021)
Campeão do Mundo ( em russo:  Чемпион мира, transl. Chempion mira) é um filme de drama esportivo russo de 2021 escrito e dirigido por Aleksey Sidorov. O filme conta a história da rivalidade entre o venerável artista esportivo da União Soviética, o jogador de xadrez Anatoly Karpov, que está competindo contra Viktor Korchnoi pelo título do Campeonato Mundial de Xadrez.
Fez sua premiere nos cinemas em 30 de dezembro de 2021 pela Central Partnership.

## Trama
O filme conta a história do famoso Campeonato Mundial de Xadrez de 1978, tendo como pano de fundo o enxadrista Anatoly Karpov perde sua família, que enfrenta a traição e as intrigas da CIA, além da pressão do partido.

## Elenco
- Ivan Yankovsky como Anatoly Karpov
- Konstantin Khabensky como Viktor Korchnoi
- Vladimir Vdovichenkov como Pavel Trofimovich Gradov, Presidente do Comitê de Esportes da URSS (protótipo — Sergei Pavlovich Pavlov)
- Viktor Dobronravov como Sergei Maksimov, um oficial da KGB responsável pela segurança da equipe de Anatoly Karpov em Baguio (protótipo — Vladimir Pishchenko)
- Viktor Sukhorukov como Viktor Baturinsky, diretor do Clube Central de Xadrez, chefe da equipe de Anatoly Karpov
- Diana Pozharskaya como Veronika Karpova, esposa de Anatoly Karpov (protótipo — Irina Kuimova)

### Elenco de apoio
- Fyodor Dobronravov como pai de Anatoly Karpov
- Mikhail Teynik como Yuri Balashov, grande mestre, segundo de Anatoly Karpov
- Anatoly Kot como Igor Zaitsev, grande mestre, segundo de Anatoly Karpov
- Dmitry Iosifov como Mikhail Tal, jogador de xadrez soviético, oitavo campeão mundial, consultor de Anatoly Karpov
- Anton Bogdanov como Vasily Brykin, chef da equipe de Anatoly Karpov
- Dmitry Miller como Sevastyanov, Presidente da Federação de Xadrez da URSS
- Aleksandr Filippenko como Secretário Geral Leonid Brezhnev
- David Brodsky como Boris Zelenin
- Armen Ananikyan como Tigran Petrosian, jogador de xadrez soviético, nono campeão mundial
- Vladimir Khalturin como Boris Spassky, jogador de xadrez soviético, décimo campeão mundial
- Aleksandr Gorelov como Lev Polugaevsky, jogador de xadrez soviético
- Pekka Strang como Bobby Fischer, jogador de xadrez americano, décimo primeiro campeão mundial
- Josefin Asplund como Paola, coabitante de Viktor Korchnoi
- John Warren como Raymond Keene, jogador de xadrez inglês, segundo filho de Viktor Korchnoi
- Reilly Costigan como Michael Stean, jogador de xadrez inglês, segundo filho de Viktor Korchnoi
- Pascal Durier como Max Euwe, jogador de xadrez e funcionário holandês, quinto campeão mundial e presidente da FIDE
- Junsuke Kinoshita como Florencio Campomanes, vice-presidente da FIDE
- Aleksandr Kan como Ferdinand Marcos, Presidente das Filipinas

## Produção
Em 2019, o filme foi incluído na lista de 14 projetos cinematográficos que receberão apoio financeiro da Cinema Foundation .

### Filmagem
As filmagens começaram em julho de 2020 e duraram até março de 2021, ocorrendo na Espanha, Holanda, Tailândia, Filipinas e Moscou, Rússia.